# Variabile irregolare
Una variabile irregolare è un tipo di stella variabile che non mostra alcuna regolarità nelle variazioni di luminosità.
Esistono due sotto-tipi principali:
- Le variabili irregolari eruttive.
- Le variabili irregolari pulsanti.

## Irregolari eruttive
Le variabili irregolari eruttive sono a loro volta suddivise in tre categorie:
- Gruppo I, ulteriormente suddivise in:
  - IA, tipo spettrale da O a A.
  - IB, tipo spettrale da F a M.
- Gruppo IN, cosiddette Irregolari Nebulose. Sono proprie di regioni di formazione stellare e possono variare rapidamente di magnitudine, fino a una magnitudine in 1 o 10 giorni. Anche loro vengono ulteriormente suddivise in:
  - INA, come per il gruppo IA, tipo spettrale da O a A.
  - INB, come per il gruppo IB, tipo spettrale da F a M.
  - INT, la T sta per stelle T Tauri. A questo gruppo appartengono anche le INT(YY), dove YY sta per stelle YY Orionis.
- Gruppo IS. Mostrano una variazione molto rapida di magnitudine: 0,5 o 1 magnitudine nel giro di poche ore o giorni. Come gli altri gruppi, anche loro si suddividono in:
  - ISA, tipo spettrale da O a A.
  - ISB, tipo spettrale da F a M.

## Irregolari pulsanti
Le variabili irregolari pulsanti sono tutte di tipo spettrale K, M, C o S. Sono suddivise ulteriormente in:
- L-LB, stelle giganti.
- LC, stelle supergiganti.